# Pat Storey
Pat Storey (* 1960 in Belfast) ist eine britische anglikanische Bischöfin der Church of Ireland.

## Leben
Storey wuchs in Belfast auf. Sie studierte Französisch und Englisch am Trinity College in Dublin und besuchte das Church of Ireland Theological College, wo sie anglikanische Theologie studierte. 1997 wurde sie zur Diakonin geweiht. 1998 erfolgte ihre Priesterweihe. Von 2004 bis 2013 war sie Rektorin von St Augustine’s in Londonderry. Im September 2013 wurde Storey zur Nachfolgerin von Bischof Richard Clarke in der anglikanischen Diocese of Meath and Kildare gewählt. Storey ist damit die erste Bischöfin der Church of Ireland sowie die erste anglikanische Bischöfin der Britischen Inseln.
Storey ist verheiratet und hat zwei Kinder, einen Sohn und eine Tochter. Ihr Ehemann ist ebenfalls Priester.